# Codificador
Un codificador és un aparell, circuit, transductor, programari, algorisme o persona que converteix informació d'un format (o codi) a un altre, amb un propòsit d'estandardització, guany de velocitat, secretisme, seguretat o compressió.